# Leptinotarsa cacica
Leptinotarsa cacica (лат.) — вид жуков-листоедов рода Leptinotarsa из семейства Chrysomelidae. Северная Америка: Мексика.

## Описание
Среднего размера жуки-листоеды (около 1 см), сходные с колорадским жуком. Голова, грудь и скутеллюм одноцветные, металлически голубоватые, надкрылья жёлтые с голубоватыми швами по краям. Тело овальное, выпуклое. Усики 11-члениковые. Максиллярные щупики состоят из 4 сегментов (вершинный членик нижнечелюстных щупиков короче предшествующего). Пронотум шире головы.